# Alberta von Poelnitz
Alberta Freiin von Poelnitz (* 31. Oktober 2000 in Köln) ist eine deutsche Schauspielerin. Sie ist die Tochter des Schauspielerpaares Christiane von Poelnitz und Joachim Meyerhoff.

## Leben und Wirken
Die aus der Familie von Pölnitz stammende Schauspielerin wurde in Wien geboren, wo sie zum Teil auch ihre Schullaufbahn absolvierte und 2018 maturierte. Bereits während ihrer Schulzeit trat sie als Schauspielerin in Theater- und Fernsehproduktionen in Erscheinung und war unter anderem 2017 im Fernsehfilm Unter anderen Umständen: Liebesrausch unter der Regie von Judith Kennel zu sehen. 2021 hatte sie einen Auftritt im Kriminalfilm Solo für Weiss – Das letzte Opfer, an dem auch ihre Mutter, die auch im Film die Mutter ihrer Figur darstellte, mitwirkte. Weitere Nebenrollen besetzte von Poelnitz in den Kriminalfilmen Katharina Tempel: Was wir verbergen (2022) und Kommissarin Lucas – Helden wie wir (2023), die beide ebenfalls ZDF-Produktionen waren. Daneben kam die 1,76 m große Studentin der Hochschule für Musik und Theater Rostock auch in zahlreichen Theaterproduktionen zum Einsatz und war unter anderem im Stück Arsenikblüten von Regisseurin Desirée M. Jakobs am Freisprung Festival 2022 in der Compagnie de Comédie Rostock zu sehen. Im Thalia Theater in Hamburg wirkte sie im Juni 2022 am Stück Damon, oder die wahre Freundschaft, einem Lustspiel von Gotthold Ephraim Lessing, mit. Beim Musikfest Landow sah man sie im Juli 2023 im Schauspiel Wieso hast du nicht angerufen es ist doch grün draußen.
Alberta von Poelnitz besucht seit 2021 die Hochschule für Musik und Theater Rostock und befindet sich dort aktuell (Stand: Dezember 2023) im dritten Studienjahr. Dort hatte sie zahlreiche öffentliche Auftritte, so unter anderem in den Stücken Der Untergang der Titanic (2022), Ein Sommernachtstraum (2023), oder Aber es ist alles was wir haben (2023).

## Filmografie (Auswahl)
- 2017: Unter anderen Umständen: Liebesrausch (Fernsehfilm)
- 2021: Solo für Weiss – Das letzte Opfer (Fernsehfilm)
- 2022: Katharina Tempel: Was wir verbergen (Fernsehfilm)
- 2023: Kommissarin Lucas – Helden wie wir (Fernsehfilm)

## Hörspiele (Auswahl)
- 2010: Friedrich Bestenreiner: Einsteins Fragment (Kind) – Regie: Harald Krewer (Original-Hörspiel – ORF)

Quelle: OE1-Hörspieldatenbank